# Bella da morire/Dolce la sera
Bella da morire/Dolce la sera è un singolo del gruppo musicale italiano Homo Sapiens, pubblicato nel 1977.

## I brani
Bella da morire è la canzone vincitrice del Festival di Sanremo 1977.
Gli autori dei brani sono Renato Pareti e Alberto Salerno (Bella da Morire); Renato Pareti, Maurizio Pellegrini, Alberto Salerno (Dolce la sera).
Produzione e arrangiamenti di Renato Pareti. Edizioni musicali RiFi Music e Settebello. Registrazioni: studi RiFi Record di Milano. Catalogo: RFN-NP 16699.
Musicisti: Claudio Lumetta - batteria, voce; Marzio Mazzanti - basso, voce; Maurizio Nuti - chitarra, voce; Robustiano "Roby" Pellegrini - tastiere.